# 徐待聘
徐待聘（1555年—1626年），字廷珍，號绍虹，南直隶苏州府常熟县軍籍，明朝政治人物。

## 生平
万历十九年（1591年）辛卯科舉人，二十九年（1601年）辛丑科进士，工部觀政，授乐清知县，三十二年調任上虞县，三十五年考察，補分宜县，皆有遗爱。三十九年升刑部山東司主事，四十二年丁憂歸。四十四年起補工部主事，四十四年管节慎库，勾稽出入，洗手奉职。四十六年升员外郎，管南河，天啓元年（1621年）升都水司署郎中，本年实授，仍管南河。三年迁湖广上荆南道右參政兼佥事，分守荆南，当奢酋驿骚，缮兵庇饷，山南晏然。五年升陜西按察使，巡抚乔应甲希魏忠贤意，追故侍郎王之寀赃，期旦夕办。待聘故缓其狱，与应甲抗不少屈，寻引疾归。天啓六年丙寅正月初七日卒，享年七十二。著有《雁山志胜》。

## 家族
曾祖徐天民，以子徐栻贈兵部右侍郎兼右佥都御史。祖父徐侯。父徐懋德；本生祖徐伋。父徐懋德，光禄寺録事。本生父徐樹德，光禄寺署丞。从祖徐栻，工部尚书。从弟徐待任（1566年-1623年），字廷葵，万历丙午举人，知沔阳州。楚藩中涓（太监）杀人，捕置诸法。相国子夺民田，视其质剂，断归民。会待调分守荆南，天啓癸亥未及调卒，年五十八。
娶陈氏，贈淑人，生四子：錫祚、錫胤、錫雲、錫全。